# Adolph Hellesen
Adolph Berndt Hellesen (25. december 1831 i København – 1. august 1890 sammesteds) var en dansk dekorationsmaler.
Hans forældre var urtekræmmer, senere bogholder Christian Didrik Hellesen (1806-1852) og Flora Elisabeth Sophie født Top (1813-1883). Han begyndte at besøge Kunstakademiet i 1847, medens han samtidig var i malerlære og uddannede sig til dekorationsmaler under Georg Hilkers vejledning; i 1858 blev han elev af modelskolen og vandt samme år den lille sølvmedalje i dekorationsklassen, året efter den store i samme fag. Efter at han var blevet sat i stand til 1861-62 at foretage en udenlandsrejse, navnlig til Italien, bosatte han sig i København som malermester og dekorationsmaler og har i flere herregårde og kirker haft lejlighed til at udføre kunstnerisk dekorationsarbejde, ligesom han fra 1858 til 1872 jævnlig udstillede arbejder i dette fag. Han udstillede på Charlottenborg Forårsudstilling 1858-60, 1864-65, 1867, 1869 og 1871-72 og på Den nordiske Industri- og Konstudstilling i Kjøbenhavn 1872. 
Han døde ugift den 1. august 1890 og efterlod ved testamente sin formue til lige deling mellem Kunstakademiet og Malerlavet, dog således at navngivne slægtninge nyder renterne for livstid. Han er begravet på Assistens Kirkegård.

## Værker
- Akvarel (ca. 1860, Københavns Museum)

Tegninger til indvendige dekorationer:
- Et gulvtæppe (udstillet 1858, lille sølvmedalje)
- Et badekabinet (udstillet 1859, store sølvmedalje)
- Til vægge og loft i en spisesal og i en havestue (udstillet 1860)
- Loft- og vægdekorationer af pompejanske huse, udgravet 1861 (udstillet 1864)
- Lofter og vægge fra senere udgravninger i Pompeji (udstillet 1865)
- Tegninger af pompejanske udgravninger (udstillet 1867)
- Dekoration af to fag af buegangene ved Christiansborg (udstillet 1869)
- Dekoration af loft og en væg til en festsal i et borgerligt hus (udstillet 1871)
- Et loft i Vatikanet (udstillet 1872)
- Dekorative tegninger, dels kompositioner, dels studier fra Rom og Pompeji (udstillet 1872)